# زبان‌های اوغور
زبان‌های اوغور (انگلیسی: Oghur languages) یا اوغوری که همچنین با نام‌های بلغار، پیش‌نیاترکی، ترکی لیر و ترکی ر نیز شناخته می‌شوند، شاخه‌ای از خانواده زبان‌های ترکی هستند. تنها عضو باقی‌مانده این گروه زبان چوواشی است. این خانواده نخستین گروهی است که از خانواده زبان‌های ترکی جدا شده‌است و زبان‌های اوغور واگرایی چشمگیری از سایر زبان‌های ترکی نشان می‌دهند. زبان‌های این خانواده در برخی از گردهمایی‌های قبیله‌ای عشایری، میان اونغورها، اوغورها، بلغارها و خزرها گفتگو می‌شده‌اند. برخی از پژوهشگران، زبان هونی را یکی از زبان‌های این خانواده می‌دانند و از گروه‌بندی گسترده‌تری با نام هونی-نیابلغاری یاد می‌کنند.